# كاميلي أ. نيلسون
كاميلي أ. نيلسون (بالإنجليزية: Camille A. Nelson)‏ هي أكاديمية أمريكية، ولدت في 1968 في كينغستون في جامايكا.